# Storflotjärnen (Mattmars socken, Jämtland)
Storflotjärnen är en sjö i Åre kommun i Jämtland och ingår i Indalsälvens huvudavrinningsområde.